# Palmieri (cognome)
Palmieri è un cognome di lingua italiana.

## Varianti
Il cognome non presenta varianti.

## Origine e diffusione
Cognome panitaliano, è presente prevalentemente in Campania, Lazio e Puglia.
Deriva dal termine medioevale palmerius, cioè coloro che di ritorno dalla Terra santa portavano con sé un ramoscello di palma. Potrebbe quindi avere affinità con il cognome Palma.
In Italia conta circa 9618 presenze.

## Persone
- Cristoforo Palmieri, vescovo cattolico italiano (Siena - Pitigliano, † 1739)
- Davide Cocco Palmieri, vescovo cattolico italiano (Pesche, n.1632 - Malta, † 1711)
- Michele Palmieri, vescovo cattolico italiano (Monopoli, n.1757 - Monopoli, † 1842)